# Rembertów
Rembertów es un dzielnica (distrito) de Varsovia. El distrito es el más oriental de la ciudad, y la gran mayoría del distrito son bosques y parques; como la Forest Reserve y el parque Kawęczyn. Es el distrito con mayor la mayor tasa de criminalidad de la capital, estableciéndose aquí múltiples mafias y asesinos entre la década de los 70 y 90.

## Historia
En 1888, los rusos establecieron aquí un campo de entrenamiento para los soldados artilleros. En 1915, ya existía un asentamiento en la actual zona de Rembertów. Después de la independencia, la izquierda de la ciudad fue tomada por los cuarteles del ejército ruso, y la otra mitad por las unidades del ejército polaco. Durante la guerra polaco-soviética, el distrito (por aquel entonces localidad independiente), estaba una división de infantería del general Wladyslaw Jung, que ayudó a la recuperación de Rembertów. 
En el siglo XX, se crearon una fábrica de municiones y un Centro Experimental de Formación de Infantería. En 1924, la localidad de Rembertów contaba con 1.373 habitantes, el 80% trabajando en estos edificios. Durante la Segunda Guerra Mundial, las tropas de la Wehrmacht ocuparon la ciudad el 14 de septiembre de 1939. Durante la ocupación, Rembertów (conocida en polaco como Rembertau) pertenecían a la Región III de la Unión de Lucha Armada-Armia Krajowa, formando parte del Distrito VII "collar", usado para ampliar la radio y para bloquear los trenes de Varsovia Junction (Corona I) y que se expandieran los soldados.
La localidad fue anexionada a Varsovia, y hasta 1951 fue la sede de la aldea Wawer (futuro distrito) y más tarde pasó a ser parte del municipio de Praga Południe. Entre los años 1994 y 2002 se formó una comuna separada que fue conocida como Warszawa-Rembertów.